# Hyperolius substriatus
Espèce
Synonymes
- Hyperolius scriptus Ahl, 1931
- Hyperolius puncticulatus choloensis Loveridge, 1953

Statut de conservation UICN

 LC  : Préoccupation mineure
Hyperolius substriatus est une espèce d'amphibiens de la famille des Hyperoliidae.

## Répartition
Cette espèce se rencontre jusqu'à plus de 2 000 m d'altitude :
- dans le sud du Kenya ;
- dans l'est du Malawi ;
- dans l'est de la Tanzanie.

Sa présence est incertaine au Mozambique et en Zambie.

## Publication originale
- Ahl, 1931 : Amphibia, Anura III, Polypedatidae. Das Tierreich, vol. 55, p. 412.